# 俞廷樟
俞廷樟（?—?），字洪南。浙江余杭县人。清朝政治人物。

## 生平
乾隆五十八年（1793年）癸丑科进士，授陕西渭南县知县，迁四川卭州知州。后告归，掌敷文书院有年。有《杭郡诗三辑》。